# Steven Feifke

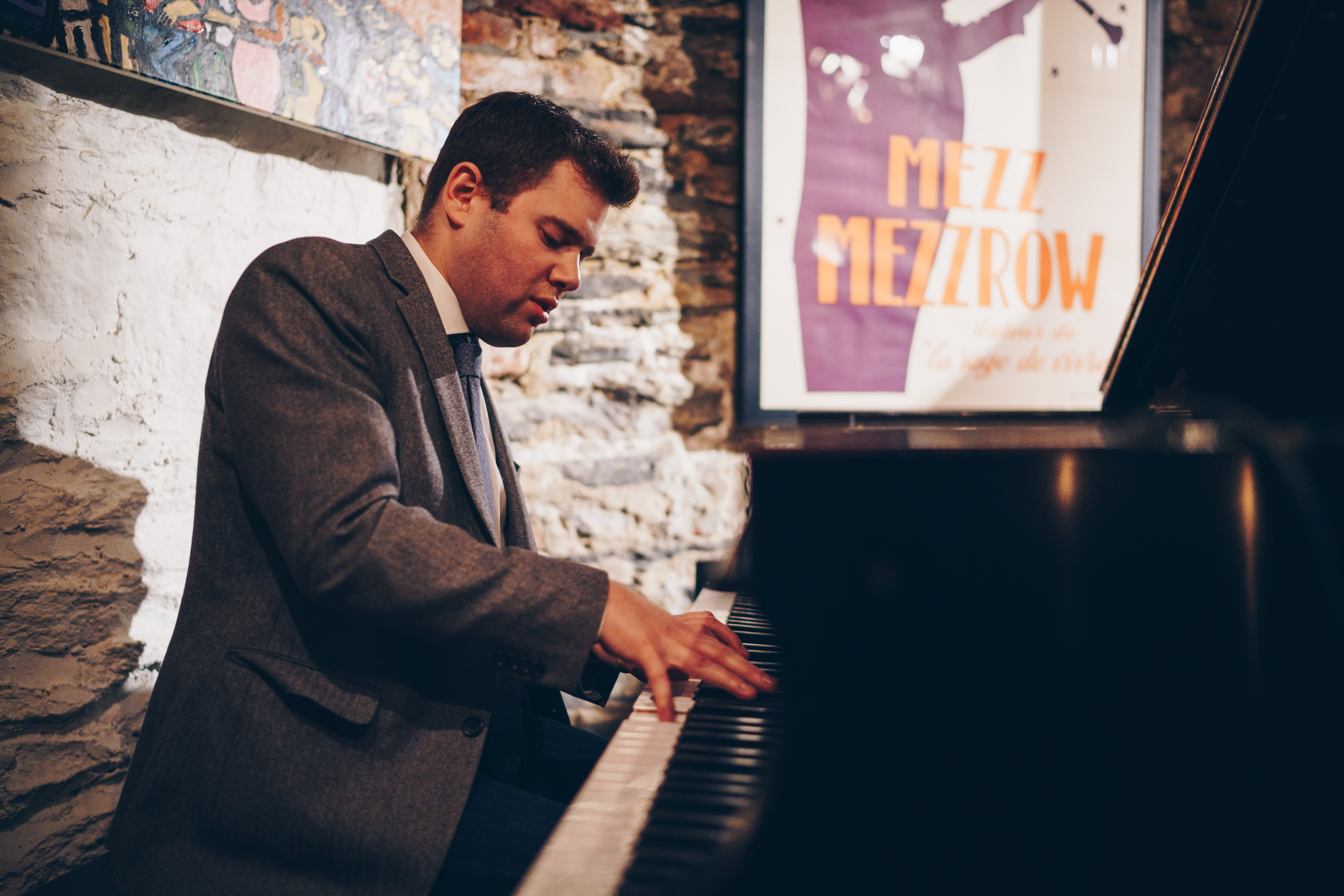
Steven Feifke, 2019

Steven Feifke (* 21. Juni 1991 in Lexington, Massachusetts) ist ein amerikanischer Jazzmusiker (Piano, Arrangement, Komposition) und Bigband-Leader.

## Leben und Wirken
Feifke begann im Alter von vier Jahren mit dem Klavierspiel; er wurde zunächst von seiner Mutter unterrichtet. Er machte schnell Fortschritte und entdeckte schließlich den Jazz, als er die Lexington High School und die Preparatory School des New England Conservatory of Music besuchte. Zwischen 2009 und 2013 studierte er an der New York University, wo er einen Bachelorabschluss in Jazz Studies mit einem Minor in Ökonomie erwarb. Ab 2016 absolvierte er sein Jazzkompositionsstudium an der Manhattan School of Music bei Gil Goldstein und Jim McNeely (Master 2018).
Feifke ist weltweit als Bandleader und mit Musikern wie Steve Tyrell, Randy Brecker, Veronica Swift, Chad Lefkowitz-Brown und Santino Fontana aufgetreten. Das Album Peace in Time mit seinem Septett erschien 2015. Gemeinsam mit Trompeter Benny Benack III legte er 2019 das großformatige Weihnachtsalbum Season’s Swinging Greetings vor. Mit seiner Steven Feifke Big Band veröffentlichte er das Album Kinetic (2021), das Platz 5 der Jazz Weekly Charts erreichte; 2023 folgte das Album Catalyst. Bis 2023 hat er auf über 40 Alben mitgewirkt, u. a. mit Ulysses Owens, Alexa Tarantino, Raviv Markovitz und Alexander Claffy. Er hat Arrangements und Musik für Fernsehsendungen wie The Masked Singer, Comedians auf Kaffeefahrt, Impractical Jokers, Animaniacs und für zahlreiche Bigbands und Orchester geschrieben, etwa für Veronica Swifts Album This Bitter Earth.
Das Berklee College of Music engagierte Feifke als Professor für Harmonielehre und Jazzkomposition. Zudem hat er Vorlesungen an der Yale University, der New York University und der Northern Illinois University gehalten.

## Preise und Auszeichnungen
Feifke gewann 2020 den David-Baker-Preis beim Ravinia Festival und wurde im selben Jahr Zweiter beim Charlie-Parker-Jazzkompositionspreis der BMI-Stiftung. Als Pianist war er zweimal Halbfinalist beim Thelonious-Monk-Jazzwettbewerb. 2023 erhielt er den Grammy für das Album Generation Gap Jazz Orchestra mit Trompeter Bijon Watson in der Kategorie „Best Large Jazz Ensemble Album“.